# Tricia Flores
Tricia Flores (Belize, 29 december 1979) is een atleet uit Belize.
Op de Olympische Zomerspelen van 2008 in Beijing nam Flores deel aan het onderdeel verspringen. Met een afstand van 5,25 meter kwam ze niet voorbij de kwalificatieronde.
In 1998 en 2006 nam Flores deel aan de Gemenebestspelen, beide malen aan de onderdelen 100 meter sprint en verspringen. In 2006 kwam ze bij het verspringen uiteindelijk niet in actie.

## Persoonlijk record
| Onderdeel        | Resultaat | Jaar |
| ---------------- | --------- | ---- |
| 100 m            | 12,31 s   | 2011 |
| 200 m            | 26,21 s   | 2010 |
| verspringen      | 5,97 m    | 2010 |
| hink-stap-sprong | 12,00 m   | 2007 |

- World Athletics: 14270024